# 虚荣 (提香)
《虚荣》是意大利文艺复兴晚期画家提香的一幅布面油画，绘制于 1515 年左右，现藏于德国慕尼黑老绘画陈列馆。
提香在这一时期的许多作品中都描绘了这个女人，包括 《镜中的女人》 、《莎乐美》 和《花神》等。